# 多林卡 (克里若皮利區)
48°18′28″N 28°36′17″E / 48.30778°N 28.60472°E
多林卡（烏克蘭語：Долинка），是烏克蘭的村落，位於該國西南部文尼察州，由圖利欽區負責管轄，始建於1500年，面積0.85平方公里，海拔高度138米，2001年人口124，人口密度每平方公里146.4人。